# Rolf Bodenseh

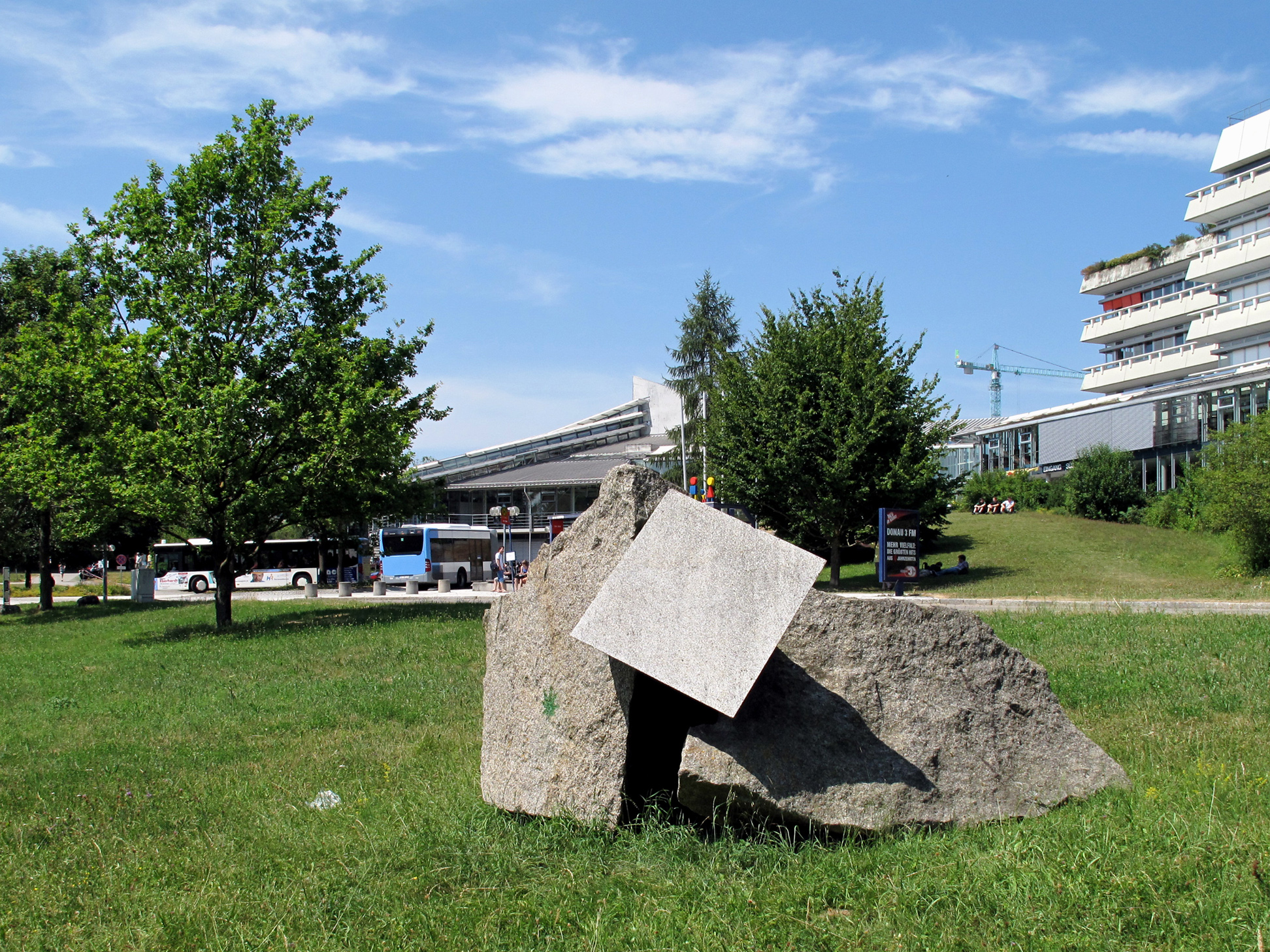
Ulmer Spitze (1990)

Rolf Bodenseh (Tübingen, 1941) is een Duitse beeldhouwer.

## Leven en werk
Bodenseh studeerde van 1959 tot 1964 beeldhouwkunst bij de hoogleraren Heim en Rudolf Hoflehner aan de Staatliche Akademie der Bildenden Künste Stuttgart. Met een beurs van de Deutsche Akademische Austausch Dienst (DAAD) studeerde hij aansluitend van 1964 tot 1965 in Griekenland. Hij sloot zich aan bij de in 1983 door Anton Stankowski opgerichte groepering Konstruktive Tendenzen van constructivistische kunstenaars.
De kunstenaar woont en werkt in Aichtal. Hij werkte aanvankelijk met staal, waarmee hij ook lichtkinetische werken creëerde, maar schakelde rond 1978 over op steen als materiaal: zandsteen, marmer, graniet en leisteen. Naast werk voor de openbare ruimte maakt Bodenseh eveneens werk voor kerkgebouwen.

## Werken (selectie)
- Romea und Julio (1985), Wertwiesenpark in Heilbronn - ter gelegenheid van het Bildhauersymposion zur Landesgartenschau
- Dotternhausener Tor (1988), Skulpturenstraße Dotternhausen in Dotternhausen
- Ulmer Spitze (1990), Kunstpfad Universität Ulm in Ulm - Bodenseh maakte dit werk in het kader van Sculpture Ulm '90
- Altaar, kruisbeeld en doorvont (1993/94)[1], Christuskirche in Sankt Ingbert
- Altaar (1999)[2], Pfarrkirche St. Pankartius in Holzhausen bij Freiburg im Breisgau
- Würfel - 7-delig (2000), Kunstpfad am Mummelsee, Mummelsee
- Altaar (2001/04)[3], Jesuitenkirche in Heidelberg
- Steinquadratrahmung (2003), Freie Mitte Süd in Stuttgart-Vaihingen
- Sitzkreis (2005), Immenstadt im Allgäu en in Neckarsulm
- Altaar (in uitvoering)[4], Stephankirche in Karlsruhe

## Fotogalerij

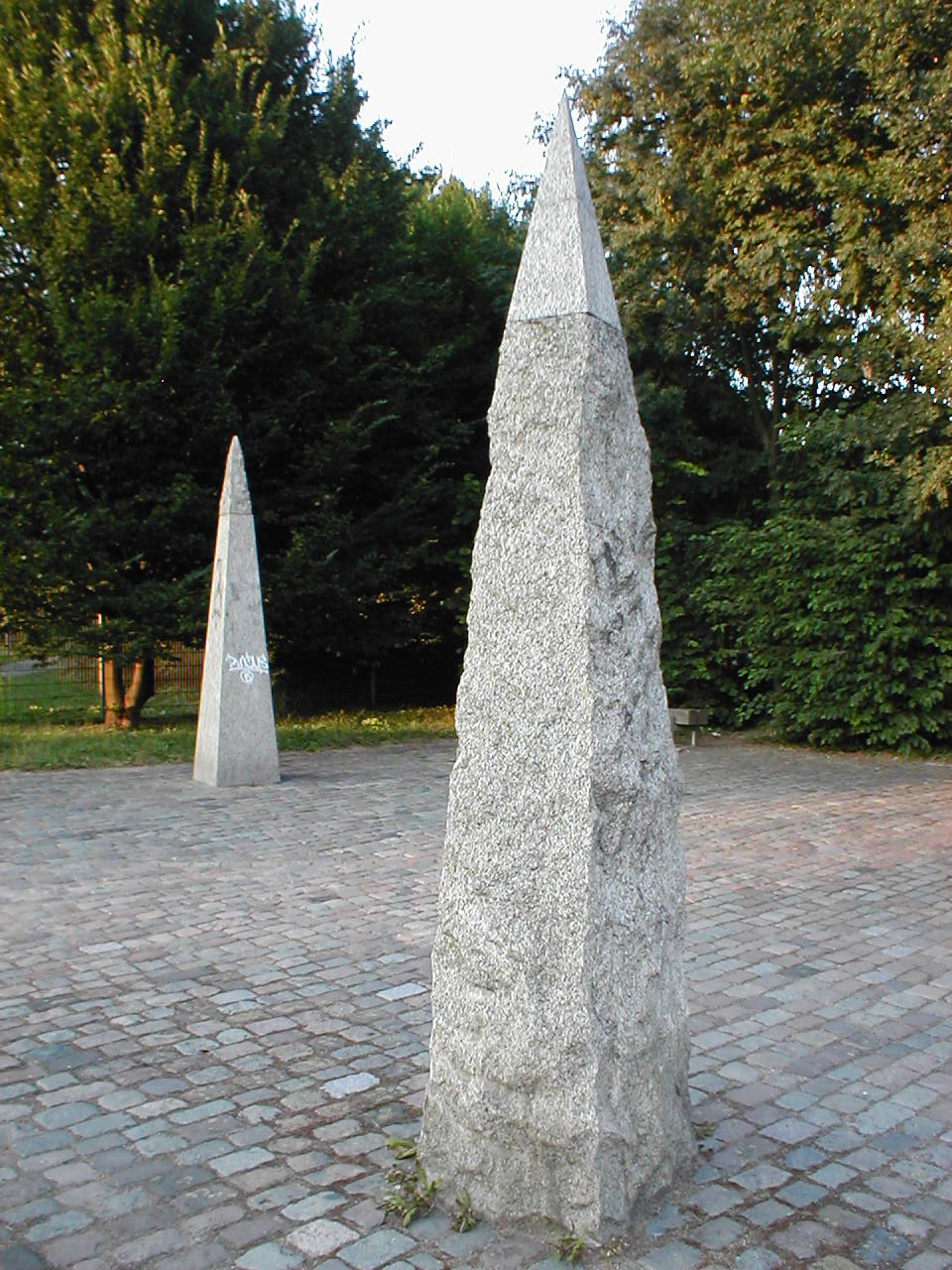
Romea und Julio (1985)
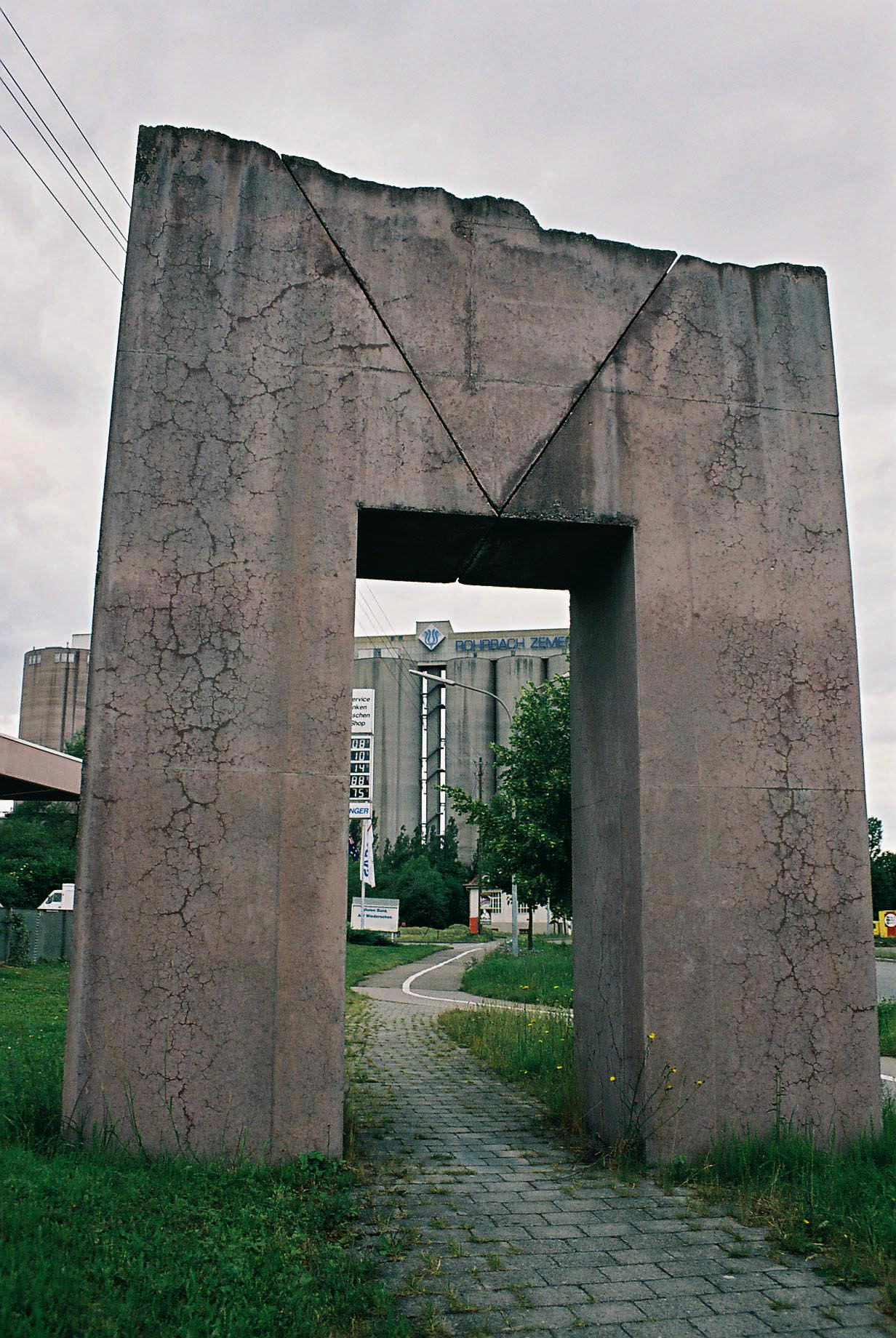
Dottenhausener Tor (1988)
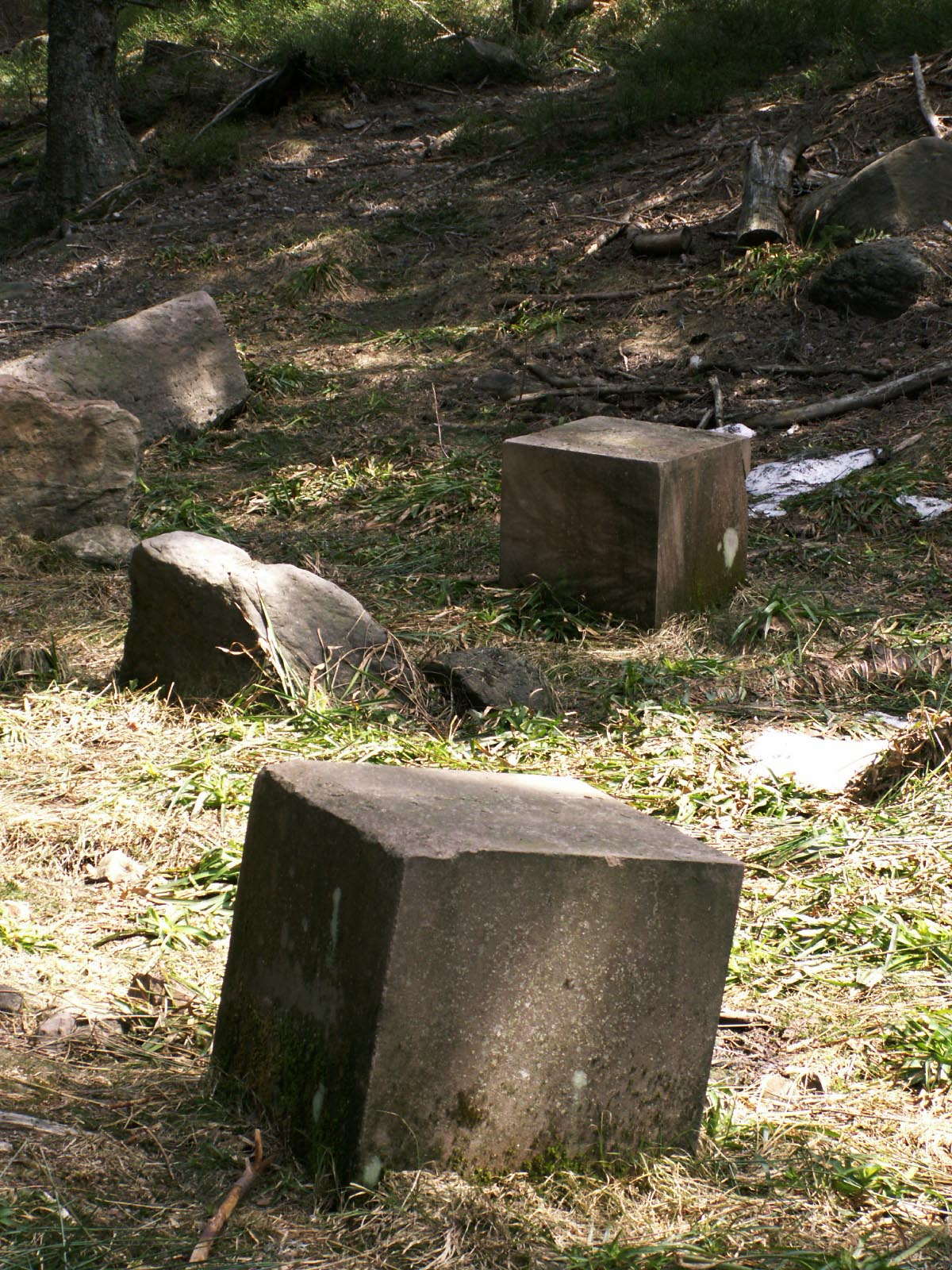
Würfel (2000)
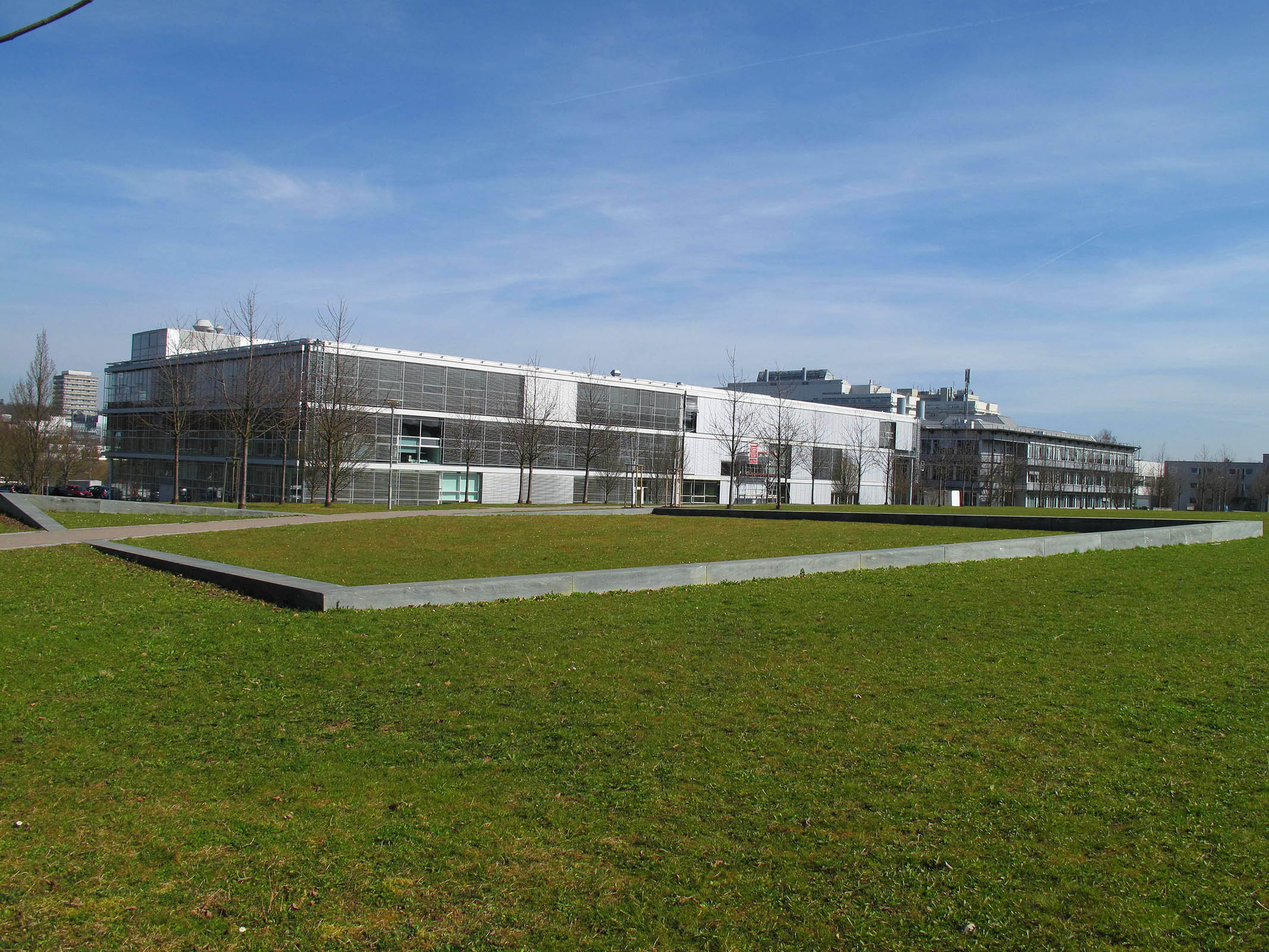
Steinquadratrahmung (2003)